# Hipervitaminosis A
La hipervitaminosis A es la acumulación excesiva de Vitamina A en el organismo debido a la ingesta aumentada de esta, superando los requerimientos necesarios para el cuerpo.
La vitamina A es liposoluble lo que hace que no se pueda eliminar fácilmente del cuerpo y se pueda acumular. La toxicidad de esta vitamina viene dada por consumos mayores a 15000μg para adultos y 6000μg para niños.

## Concepto
La vitamina A es almacenada en un 90% por el hígado y este órgano la segrega en forma de retinol al plasma junto con una proteína específica que es la proteína fijadora o transportadora de retinol (RBP) que es sintetizada a nivel hepático. La hipervitaminosis A  sólo ocurre cuando la cantidad de vitamina A consumida o administrada intramuscularmente excede la capacidad de combinación o unión de la RBP.

## Clasificación

### Hipervitaminosis A aguda
Absorción relativamente rápida con una baja depuración  plasmática que se produce  pocas horas después de que se ingiere o se inyecta una alta dosis de Vitamina A.

### Hipervitaminosis A crónica
Aparece cuando dosis más pequeñas de vitamina A se administran durante un periodo más prolongado de tiempo (meses, años).

## Fisiopatología
En un estado normal el retinol es liberado con la proteína RBP al plasma y de allí viaja a los tejidos periféricos donde se libera de la RBP y es utilizada por las células.
En la hipervitaminosis A cuando se satura la capacidad de RBP para transportar el retinol, el exceso de este comienza a circular como ésteres de retinilo unidos inespecíficamente a las lipoproteínas plasmáticas. Cuando se da la entrega a los tejidos periféricos los ésteres de retinilo actúan sobre la permeabilidad de las membranas lisosomales y mitocondriales. Los lisosomas afectados inician la liberación de enzimas hidrolíticas que producen daño celular y tisular. Algunos de los daños atribuidos a este daño son: hipertrofia de las células de almacenamiento de grasa, fibrosis y la esclerosis de las venas centrales.
Por otro lado debido a la larga vida de la Vitamina A en el hígado (50 días a 1 año) y como producto de su ingesta excesiva, la vitamina A se comienza a acumular en el hígado. Las células estrelladas encargadas de su almacenamiento sufren hiperplasia e hipertrofia que produce obstrucción de las sinusoides hepáticas, consecutivamente se da un aumento en la síntesis de colágeno que produce fibrosis hepática e hipertensión portal,que en casos de intoxicación extrema conducen a desarrollar cirrosis hepática. Lo anterior se puede ver agravado en pacientes que consumen alcohol. 
La hipervitaminosis A también afecta el sistema nervioso central ya que la vitamina A circulante como ésteres de retinilo afectan los plexos coroideos dando paso a un aumento de la presión intracraneal.
Según estudios experimentales clínicos la hipervitaminosis A  puede causar resorción ósea, así como la calcificación perióstica causando por tanto hipercalcemia que es uno de los signos de la hipervitaminosis A. A largo plazo se produce osteoporosis con el consecuente aumento de fracturas. Además el aumento de calcio en la sangre afecta la función renal.  
La hipervitaminosis A en mujeres embarazadas conlleva a que los hijos tengan enfermedades congénitas tales como paladar hendido, hidrocefalia  incluyéndola con o sin áreas de agenesia cerebral o hipoplasia; micrognatia, microtia, transposición de los grandes vasos, tetralogía de Fallot y apoplasia del timo.

## Síntomas
Los síntomas de una persona con hipervitaminosis A aguda son: 
Irritabilidad, cansancio intenso, somnolencia, aumento de la presión intracraneal que puede manifestarse como una abultada fontanela en los bebés o signos de pseudotumor cerebral en los niños mayores y adultos, anorexia, vómito, queilitis, la pérdida del cabello, hepatomegalia, visión borrosa, hipercalcemia, neuritis periférica y descamación de la piel.
Después de avanzada la toxicidad del exceso de vitamina A es decir una hipervitaminosis A crónica se pueden observar síntomas como: fatiga, dificultad para dormir, trastornos visuales, anorexia, pérdida de peso y los pseudotumores cerebrales en niños mayores y adultos. Cambios en el tegumento membranas mucosas, incluyendo prurito, descamación de la piel, pérdida de cabello, uñas quebradizas, queilitis, estomatitis y la gingivitis son regulares. Por último el daño en el hígado manifestado como hepatoesplenomegalia, náusea, dolor abdominal, ascitis, varices esofágicas y cirrosis hepática.

## Diagnóstico
El reconocimiento de los síntomas de la Hipervitaminosis A es fundamental para el diagnóstico clínico. Es importante que se realicen pruebas de función hepática así como un examen de sangre para detectar hipercalcemia o niveles altos de vitamina A en cuanto a este último es importante resaltar que niveles por encima de 7 mg/dL sugieren toxicidad por ésteres de retinilo en sangre.

## Tratamiento
La intervención más importante es la  inmediata interrupción de suministro de Vitamina A, esta medida a veces es suficiente para tratar la hipervitaminosis A. En casos particulares es necesaria una descontaminación gastrointestinal. A los pacientes que alcanzaron a desarrollar un aumento de presión intracraneal se les evalúan los problemas neurológicos que pudieron haber sufrido y se emplean los correctivos necesarios. La hipercalcemia también debe ser tratada pero usualmente con la solución salina intravenosa utilizada al comienzo del tratamiento para mejorar la hidratación se soluciona.